# 雷德班克 (密蘇里州)
雷德班克（英語：Red Bank）是位於美國密蘇里州道格拉斯縣的非建制地區。

## 歷史
雷德班克的郵局於1891年設立，其後於1898年停運。

## 地理
雷德班克所處的海拔為高於海平面402米（即1319英呎），而該地所採用的時區為UTC-6，即北美中部時區（CST）。同時該地設有夏令時間，為UTC-6調快一小時，即UTC-5（CDT）。